# Tubulipora parvus
Tubulipora parvus är en mossdjursart som beskrevs av Canu och Bassler 1928. Tubulipora parvus ingår i släktet Tubulipora och familjen Tubuliporidae. Inga underarter finns listade i Catalogue of Life.